# Porcellio gallicus
Pour les articles homonymes, voir Porcellio et Gallicus.
Espèce
Porcellio gallicus est une espèce de cloportes de la famille des Porcellionidae.

## Répartition et habitat
Porcellio gallicus se rencontre dans le Nord-Est de l'Espagne, en France et dans l'Ouest de la Suisse. L'espèce est typiquement sylvicole et se trouve fréquemment parmi les feuilles mortes ou sous les morceaux de bois.

## Systématique
Le nom valide complet (avec auteur) de ce taxon est Porcellio gallicus Dollfus, 1904.
Porcellio gallicus a pour synonyme :
- Porcellio (Euporcellio) gallicus Dollfus, 1904